# Kanifushi (Lhaviyani)
Pour les articles homonymes, voir Kanifushi.
Kanifushi est une petite île inhabitée des Maldives. Elle constitue une des îles-hôtel des Maldives en accueillant  le Athmosphere Kanifushi Maldives.

## Géographie
Kanifushi est située dans le centre des Maldives, dans l'Ouest de l'atoll Faadhippolhu, dans la subdivision de Lhaviyani.